# Sinophorus falcatus
Sinophorus falcatus là một loài tò vò trong họ Ichneumonidae.